# Lake Wilmot
Der Lake Wilmot ist ein See im nördlichen Teil der Region Fiordland auf der Südinsel von Neuseeland.

## Geographie
Der Lake Wilmot befindet sich rund 10 km ostsüdöstlich der Westküste der Südinsel, zwischen der Skippers Range im Westen und der Little Red Hill Range im Osten. Der See befindet sich auf einer Höhe von 30 m und erstreckt sich über eine Länge von rund 2,3 km. Seine maximale Breite beträgt rund 1,3 km. Bei einem Seeumfang von rund 6,7 km erstreckt sich das Gewässer über eine Fläche von rund 2,3 km².
Der See wird vom Pyke River gespeist, der dem See von Norden kommend seine Wässer zuträgt. Die Entwässerung des Sees erfolgt ebenfalls über den Fluss, der am südwestlichen Ende abfließt und nach gut 14 Flusskilometern seine Wässer temporär dem Lake Alabaster/Wāwāhi Waka übergibt.

## Wanderweg
Östlich des Sees führt der Wanderweg Pyke Big Bay Track vorbei, der südlich des Lake Alabaster vom Hollyford Track nach Norden abzweigt und bis zur Big Bay Hut führt, die an der Big Bay der Westküste liegt.